# Campionati mondiali di sambo
I Campionati mondiali di sambo  sono una competizione sportiva annuale organizzata dalla Fédération Internationale de Sambo. La prima edizione si è svolta nel 1973 a Teheran, in Iran.

## Edizioni
| Anno | Città             | Nazione          |
| ---- | ----------------- | ---------------- |
| 1973 | Teheran           | Iran             |
| 1974 | Ulan Bator        | Mongolia         |
| 1975 | Minsk             | Unione Sovietica |
| 1979 | Madrid            | Spagna           |
| 1981 | Teheran           | Iran             |
| 1982 | Parigi            | Francia          |
| 1983 | Kiev              | Unione Sovietica |
| 1984 | Madrid            | Spagna           |
| 1985 | San Sebastián     | Spagna           |
| 1986 | Saint-Jean-de-Luz | Francia          |
| 1987 | Milano            | Italia           |
| 1988 | Montréal          | Canada           |
| 1989 | West Orange       | Stati Uniti      |
| 1990 | Mosca             | Unione Sovietica |
| 1991 | Montréal          | Canada           |
| 1992 | Herne Bay         | Regno Unito      |
| 1993 | Kstovo            | Russia           |
| 1994 | Novi Sad          | Jugoslavia       |
| 1995 | Sofia             | Bulgaria         |
| 1996 | Tokyo             | Giappone         |
| 1997 | Tbilisi           | Georgia          |
| 1998 | Kaliningrad       | Russia           |
| 1999 | Gerona            | Spagna           |
| 2000 | Kiev              | Ucraina          |
| 2001 | Krasnojarsk       | Russia           |
| 2002 | Panama            | Panama           |
| 2003 | San Pietroburgo   | Russia           |
| 2004 | Chișinău          | Moldavia         |
| 2005 | Astana            | Kazakistan       |
| 2006 | Sofia             | Bulgaria         |
| 2007 | Praga             | Rep. Ceca        |
| 2008 | San Pietroburgo   | Russia           |
| 2009 | Tessalonica       | Grecia           |
| 2010 | Tashkent          | Uzbekistan       |
| 2011 | Vilnius           | Lituania         |
| 2012 | Minsk             | Bielorussia      |
| 2013 | San Pietroburgo   | Russia           |
| 2014 | Narita            | Giappone         |
| 2015 | Casablanca        | Marocco          |
| 2016 | Sofia             | Bulgaria         |
| 2017 | Soči              | Russia           |
| 2018 | Bucarest          | Romania          |
| 2019 | Cheongju          | Corea del Sud    |
| 2020 | Novi Sad          | Serbia           |
| 2021 | Tashkent          | Uzbekistan       |
| 2022 | Biškek            | Kirghizistan     |
| 2023 | Erevan            | Armenia          |